# Felipe Estévez
Felipe de Jesús Estévez (ur. 5 lutego 1946 w Pedro Betancourt na Kubie) – amerykański duchowny katolicki pochodzenia kubańskiego, biskup St. Augustine w metropolii Miami w latach 2011-2022.

## Życiorys
Święcenia kapłańskie otrzymał 30 maja 1970. Początkowo służył w diecezji Matanzas, wysłany został jednak do Hondurasu, gdzie wykładał w tamtejszych seminariach. W roku 1975 osiadł na Florydzie i wykładał w Boynton Beach. W roku 1979 inkardynowany do archidiecezji Miami. Skierowany na dalsze studia do Rzymu uzyskał na Uniwersytecie Gregoriańskim doktorat z teologii w 1980. Związany był przez wiele lat z St. Vincent de Paul Regional Seminary i Florida International University.
21 listopada 2003 otrzymał nominację na biskupa pomocniczego Miami ze stolicą tytularną Kearney. Sakry udzielił mu metropolita John Favalora. 27 kwietnia 2011 mianowany ordynariuszem St. Augustine. Ingres odbył się 2 czerwca 2011. 24 maja 2022 papież Franciszek przyjął jego rezygnację z funkcji biskupa St. Augustine.